# Sollevamento pesi ai Giochi della XXX Olimpiade - 56 kg maschile

## Risultati
| Pos. | Atleta            | Gruppo | Peso  | Strappo (kg) | Strappo (kg) | Strappo (kg) | Strappo (kg) | Slancio (kg) | Slancio (kg) | Slancio (kg) | Slancio (kg) | Totale |
| Pos. | Atleta            | Gruppo | Peso  | 1            | 2            | 3            | Risultato    | 1            | 2            | 3            | Risultato    | Totale |
| ---- | ----------------- | ------ | ----- | ------------ | ------------ | ------------ | ------------ | ------------ | ------------ | ------------ | ------------ | ------ |
|      | Om Yun-chol       | B      | 55.76 | 120          | 125          | 125          | 125          | 160          | 165          | 168          | 168          | 293    |
|      | Wu Jingbiao       | A      | 55.91 | 130          | 130          | 133          | 133          | 156          | 156          | 161          | 156          | 289    |
|      | Trần Lê Quốc Toàn | A      | 55.84 | 125          | 125          | 125          | 125          | 155          | 159          | 162          | 159          | 284    |
| 4    | Jadi Setiadi      | B      | 55.48 | 121          | 125          | 127          | 127          | 150          | 150          | 156          | 150          | 277    |
| 5    | José Montes       | A      | 55.80 | 112          | 116          | 116          | 112          | 150          | 157          | 160          | 157          | 269    |
| 6    | Sergio Rada       | A      | 55.89 | 118          | 118          | 121          | 118          | 148          | 151          | 155          | 151          | 269    |
| 7    | Carlos Berna      | A      | 55.55 | 115          | 115          | 118          | 118          | 150          | 153          | 153          | 150          | 268    |
| 8    | Sin Chol-Bom      | B      | 55.72 | 110          | 110          | 113          | 113          | 145          | 150          | 150          | 145          | 258    |
| 9    | Yasmani Romero    | B      | 55.95 | 112          | 112          | 116          | 112          | 142          | 146          | 146          | 146          | 258    |
| 10   | Tom Goegebuer     | B      | 55.88 | 111          | 115          | 117          | 115          | 132          | 137          | 138          | 132          | 247    |
| 11   | Manueli Tulo      | B      | 55.77 | 100          | 105          | 110          | 105          | 128          | 132          | 132          | 128          | 233    |
| 12   | Mirco Scarantino  | B      | 55.42 | 97           | 97           | 97           | 97           | 123          | 128          | 132          | 128          | 225    |
| –    | Sergio Álvarez    | A      | 55.96 | 117          | 121          | 125          | 121          | 150          | 150          | 150          | —            | NF     |
| –    | Bekzat Osmonaliev | A      | 55.93 | 120          | 125          | 127          | 127          | 147          | 147          | 147          | —            | NF     |
| –    | Ruslan Makarov    | A      | 55.96 | 117          | 117          | 119          | 117          | 145          | 145          | 145          | —            | NF     |
| –    | Khalil El-Maaoui  | A      | 55.39 | 127          | 130          | 132          | 132          | —            | —            | —            | —            | NF     |
| –    | Valentin Hristov  | A      | 55.84 | 123          | 127          | 130          | 127          | 154          | 158          | 159          | 159          | DSQ    |
| –    | Florin Croitoru   | A      | 55.90 | 121          | 125          | 125          | 121          | 145          | 145          | 147          | 147          | DSQ    |